# العلاقات الآيسلندية البيروية
العلاقات الآيسلندية البيروفية هي العلاقات الثنائية التي تجمع بين آيسلندا وبيرو.

## مقارنة بين البلدين
هذه مقارنة عامة ومرجعية للدولتين:
| وجه المقارنة                                              | آيسلندا          | بيرو                                   |
| --------------------------------------------------------- | ---------------- | -------------------------------------- |
| المساحة (كم2)                                             | 103.00 ألف       | 1.29 مليون                             |
| عدد السكان (نسمة)                                         | 317.35 ألف       | 32.16 مليون                            |
| الكثافة السكانية (ن./كم²)                                 | 3.08             | 24.93                                  |
| العاصمة                                                   | ريكيافيك         | ليما                                   |
| اللغة الرسمية                                             | اللغة الآيسلندية | اللغة الإسبانية، اللغة الأيمرية، كتشوا |
| العملة                                                    | كرونة آيسلندية   | سول بيروفي جديد                        |
| الناتج المحلي الإجمالي (بليون دولار)                      | 23.91 مليار      | 211.39 مليار                           |
| الناتج المحلي الإجمالي (تعادل القوة الشرائية) بليون دولار | 15.79 مليار      | 393.13 مليار                           |
| الناتج المحلي الإجمالي الاسمي للفرد دولار أمريكي          | 50.17 ألف        | 6.03 ألف                               |
| الناتج المحلي الإجمالي للفرد دولار أمريكي                 | 46.55 ألف        | 11.99 ألف                              |
| مؤشر التنمية البشرية                                      | 0.899            | 0.740                                  |
| رمز المكالمات الدولي                                      | +354             | +51                                    |
| رمز الإنترنت                                              | .is              | .pe                                    |
| المنطقة الزمنية                                           | 00، أوروبا/لندن ‏ | توقيت بيرو، 00                         |

## مدن متوأمة
في ما يلي قائمة باتفاقيات التوأمة بين مدن آيسلندية وبيروفية:
- ترتبط هافنارفيوردور مع Juanjuí [الإنجليزية]‏ باتفاقية توأمة.[17]

## منظمات دولية مشتركة
يشترك البلدان في عضوية مجموعة من المنظمات الدولية، منها:
| علم المنظمة | اسم المنظمة                               | تاريخ انضمام آيسلندا | تاريخ انضمام بيرو |
| ----------- | ----------------------------------------- | -------------------- | ----------------- |
|             | وكالة ضمان الاستثمار متعدد الأطراف        | 25 سبتمبر 1998       | 2 ديسمبر 1991     |
|             | منظمة الشرطة الجنائية الدولية             | ?                    | ?                 |
|             | منظمة حظر الأسلحة الكيميائية              | ?                    | ?                 |
|             | منظمة التجارة العالمية                    | ?                    | ?                 |
|             | الفريق المعني برصد الأرض                  | ?                    | ?                 |
|             | الأمم المتحدة                             | 19 نوفمبر 1946       | 31 أكتوبر 1945    |
|             | مؤسسة التمويل الدولية                     | 20 يوليو 1956        | 20 يوليو 1956     |
|             | يونسكو                                    | 8 يونيو 1964         | 21 نوفمبر 1946    |
|             | مؤسسة التنمية الدولية                     | 19 مايو 1961         | 30 أغسطس 1961     |
|             | البنك الدولي للإنشاء والتعمير             | 27 ديسمبر 1945       | 31 ديسمبر 1945    |
|             | المنظمة الهيدروغرافية الدولية             | ?                    | ?                 |
|             | الاتحاد البريدي العالمي                   | ?                    | ?                 |
|             | المركز الدولي لتسوية المنازعات الاستشارية | 14 أكتوبر 1966       | 8 سبتمبر 1993     |
|             | الاتحاد الدولي للاتصالات                  | 1 أكتوبر 1906        | 12 يوليو 1915     |

## وصلات خارجية
- موقع وزارة الخارجية الآيسلندية
- موقع وزارة الخارجية البيروفية